# Monty Patterson
Monty Mark Patterson (Auckland, 9 de dezembro de 1996), é um futebolista neozelandês que atua como atacante. Atualmente, joga pelo Ipswich Town.

## Títulos

### Seleção
- Campeonato de Futebol Sub-17 da OFC: 2013
- Copa das Nações da OFC: 2016